# ジョン (料理)
ジョン、チョン（煎/전）は、朝鮮料理の一つである。薄切りしたり微塵切りしたりした魚、肉、野菜などに味付けをした後、小麦粉をまぶして油で焼いたもの。特に朝鮮王朝の宮中飲食では「ジョニャ」だと呼んだ。代表的ジョンとしてはパジョン（ネギジョン）グルジョン（牡蠣ジョン）、セウジョン（海老ジョン）、ボソッチョン（きのこジョン）、ゴチュジョン（唐辛子ジョン）、ホバクチョン（エホバクチョン）が挙げられる。
ブチムゲに似ている。ジョンは、広義ではブチムゲ（チヂミ、溶き卵をつけた食材や様々な食材が入ったどろどろした練り物を油で焼いた料理）に含まれることがあるが、その逆はない。